# David Casinos
David Casinos Sierra (Valencia, 15 febbraio 1972) è un atleta paralimpico spagnolo, specializzato nei lanci.

## Palmarès
| Anno | Manifestazione       | Sede           | Evento                | Risultato | Prestazione | Note |
| ---- | -------------------- | -------------- | --------------------- | --------- | ----------- | ---- |
| 2000 | Giochi paralimpici   | Sydney         | Getto del peso F11    | Oro       | 15,26 m     |      |
| 2002 | Mondiali paralimpici | Lilla          | Getto del peso F11    | Oro       | 14,56 m     |      |
| 2004 | Giochi paralimpici   | Atene          | Getto del peso F11    | Oro       | 14,01 m     |      |
| 2006 | Mondiali paralimpici | Assen          | Getto del peso F11    | Oro       | 13,84 m     |      |
| 2006 | Mondiali paralimpici | Assen          | Lancio del disco F11  | Oro       | 41,27 m     |      |
| 2008 | Giochi paralimpici   | Pechino        | Getto del peso F11-12 | Oro       | 14,50 m     |      |
| 2011 | Mondiali paralimpici | Christchurch   | Getto del peso F11    | Oro       | 12,93 m     |      |
| 2011 | Mondiali paralimpici | Christchurch   | Lancio del disco F11  | Oro       | 40,89 m     |      |
| 2012 | Giochi paralimpici   | Londra         | Lancio del disco F11  | Oro       | 38,41 m     |      |
| 2013 | Mondiali paralimpici | Lione          | Getto del peso F11    | Oro       | 13,07 m     |      |
| 2013 | Mondiali paralimpici | Lione          | Lancio del disco F11  | Oro       | 39,32 m     |      |
| 2014 | Europei paralimpici  | Swansea        | Lancio del disco F11  | Oro       | 38,70 m     |      |
| 2015 | Mondiali paralimpici | Doha           | Lancio del disco F11  | Oro       | 39,51 m     |      |
| 2016 | Europei paralimpici  | Grosseto       | Lancio del disco F11  | Argento   | 38,37 m     |      |
| 2016 | Giochi paralimpici   | Rio de Janeiro | Lancio del disco F11  | Bronzo    | 38,58 m     |      |

## Riconoscimenti
Nel 2019, insieme all'ex campionessa paralimpica Rosalía Lázaro, ha ricevuto il Premio Onorario Aquiles, nell'ambito del Festival Internacional de Cine y Atletismo, al Festival internazionale del cinema di San Sebastián.